# Brookfield (Vermont)
Pour les articles homonymes, voir Brookfield.
Brookfield est une ville américaine située dans le Comté d'Orange, dans le Vermont. Selon le recensement de 2020, sa population est de 1 244 habitants.